# Langko (Janapria)
Langko is een bestuurslaag in het regentschap Centraal-Lombok van de provincie West-Nusa Tenggara, Indonesië. Langko telt 4499 inwoners (volkstelling 2010).